# Guatemoonops huitepec
Espèce
Guatemoonops huitepec est une espèce d'araignées aranéomorphes de la famille des Oonopidae.

## Distribution
Cette espèce est endémique du Chiapas au Mexique,. Elle se rencontre vers San Cristóbal de Las Casas.

## Description
Le mâle holotype mesure 1,90 mm et la femelle paratype 2,00 mm.

## Étymologie
Son nom d'espèce lui a été donné en référence au lieu de sa découverte, le Huitepec.

## Publication originale
- Chamé-Vázquez & Jiménez, 2025 : « A new goblin spider of genus Guatemoonops Bolzern, Platnick and Berniker (Araneae: Oonopidae) from southern Mexico. » Journal of Natural History, vol. 59, no 21/24, p. 1689-1697.